# 劉維仁
劉維仁（16世紀—17世紀），字孔安，號鹿鳌，直隸寧國府宣城縣人，明朝政治人物。

## 生平
天啓七年（1627年）舉丁卯科應天鄉試第一百十九名，崇禎七年（1634年）成甲戌科三甲一百二十七名進士，歷知钱塘、铅山、魏县，潔己愛民，狷介寡合。遇明末亂世，歸鄉隐居，絶意仕進。所居不蔽風雨，弊衣徒步，習以為常。或日午不能炊，高卧晏如。郡守孔贞来為捐俸置田四十畝，始继饘粥，年八十五卒。

## 引用
1. ↑  《崇祯七年甲戌进士三代履历》：刘维仁，曾祖溢，庠生；祖秉常，庠生；父大成，廪生。鹿鳌，易三房，壬寅年正月二十九日生，宣城人，丁卯一百十九，会一百六十一名，三甲一百二十七名，兵部政，本年授钱塘知县，丁丑考察，十月补铅山知县，己卯降，壬午补口口口簡較，癸未升魏县知县。
2. ↑  《宣城縣志》